# 聖布埃納文圖拉 (弗朗西斯科-莫拉桑省)
聖布埃納文圖拉（西班牙語：San Buenaventura），是洪都拉斯的城鎮，位於該國中部，由弗朗西斯科-莫拉桑省負責管轄，始建於1889年，面積64.94平方公里，海拔高度1,203米，2001年人口1,946，人口密度每平方公里29.97人。
13°54′0″N 87°12′0″W / 13.90000°N 87.20000°W